# Malmannen

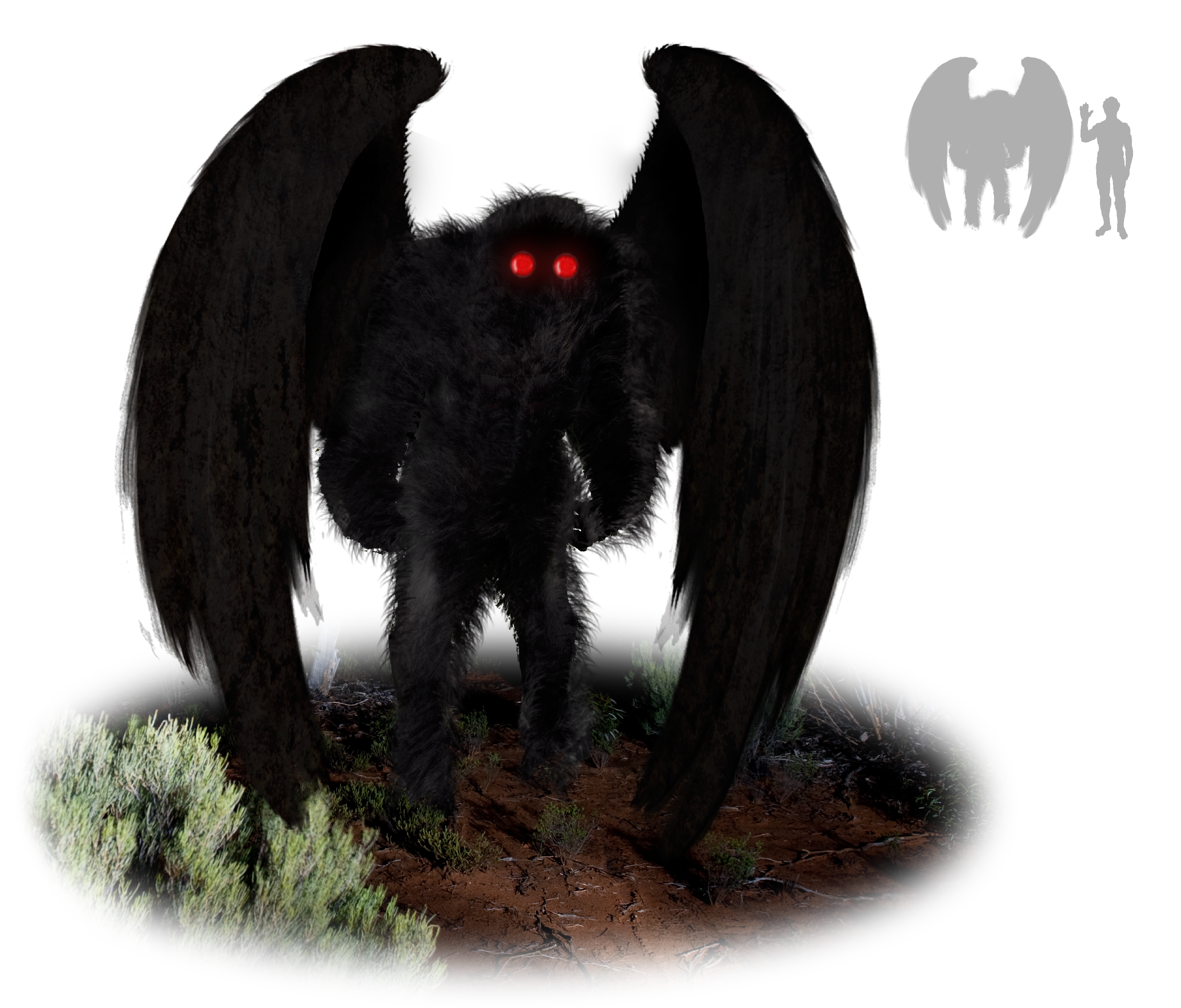
Malmannen.

Malmannen eller Nattfjärilsmannen (engelska: Mothman) är en mytologisk varelse. 
Den sägs ha blivit sedd i Charleston och Point Pleasant i West Virginia, USA mellan november 1966 och december 1967. Vittnen som såg Malmannen beskriver honom som en två meter lång man med skinande röda ögon och vingar som liknar mal-vingar. Vissa vittnen rapporterade även varelsen som huvudlös med ögonen i bröstet. 
Många hypoteser finns för att förklara ögonvittnenas syn, vissa anser att det de egentligen såg var en prärietrana som är vanlig i området där händelserna ägde rum.
Vittnen har även nämnt regelbundna samtal av en man som kallat sig Indrid Cold, vilken spådde antalet döda i händelser som ännu inte ägt rum. 
Filmen The Mothman Prophecies handlar om händelserna i Point Pleasant.

## Källförteckning
1. ↑  ”Couples See Man-Sized Bird...Creature...Something”. Point Pleasant Register. Point Pleasant, WV: WestVA.Net, Mark Turner. 16 november 1966. Arkiverad från originalet den 11 oktober 2007. https://web.archive.org/web/20071011230219/http://www.westva.net/mothman/1966-11-16.htm. Läst 27 januari 2012.